# Commonitorium (Vinzenz von Lérins)
Das Commonitorium ist eine theologische Schrift des altkirchlichen Mönchstheologen Vinzenz von Lérins. Er schrieb dieses Commonitorium mit der Verfasserangabe Peregrinus („ein Pilger“) im Jahr 434. Es ist die einzige Schrift, für die seine Autorschaft als gesichert gilt. Berühmt und, vor allem bei den Kontroverstheologen des 16. und 17. Jahrhunderts, viel zitiert ist es wegen seiner klassischen Formulierung des katholischen Traditionsprinzips.

## Textgeschichte
Das Commonitorium umfasste ursprünglich zwei Bücher. Anstelle des zweiten Buchs enthalten alle vorhandenen Abschriften lediglich eine von Vinzenz selbst verfasste Zusammenfassung beider Bücher. Die Gründe dafür können nur vermutet werden.
Anlass für die Schrift war die Gnadenlehre des Augustinus, die Vinzenz als illegitime Neuerung ansah. Vor diesem Hintergrund will er dem christianus catholicus (III.4) einen Maßstab für den einen, wahren Glauben an die Hand geben.

## Inhalt
Als Thema des Commonitorium nennt Vinzenz die Frage, „wie ich auf einem sicheren und sozusagen Allen zugänglichen und geraden Weg die Wahrheit des katholischen Glaubens von der Falschheit der häretischen Verkehrtheit zu unterscheiden vermöge“ (II.1). Für diese Unterscheidung wie für alle christliche Wahrheitserkenntnis sei zwar die Heilige Schrift die in sich vollkommene und hinreichende Norm (canon); diese werde jedoch unterschiedlich ausgelegt und begründe offensichtlich ebenso viele Meinungen, wie es Menschen gibt. Nur im Hören auf die kirchliche Auslegungstradition werde die Schrift richtig verstanden (II.2). Darauf folgt der berühmte und, in verkürzter Form, sprichwörtlich gewordene Satz:
| In ipsa item catholica ecclesia magnopere curandum est, ut id teneamus, quod ubique, quod semper, quod ab omnibus creditum est. Hoc est etenim vere proprieque catholicum; quod ipsa vis nominis ratioque declarat, quae omnia fere universaliter comprehendit (II.3). | „Desgleichen ist in der katholischen Kirche selbst entschieden dafür Sorge zu tragen, dass wir das festhalten, was überall, was immer und was von allen geglaubt wurde; denn das ist im wahren und eigentlichen Sinn katholisch. Darauf weist schon die Bedeutung und der Sinn des Wortes hin, das alles in der Gesamtheit umfasst.“ |

In den folgenden Kapiteln entwickelt Vinzenz dieses dreifache Prinzip von universitas, antiquitas und consensio (II.3) am Beispiel prominenter Irrlehren und kirchlicher Lehrentscheidungen der Vergangenheit, räumt ein, dass es regional und zeitlich begrenzte häretische Mehrheiten gegeben habe, und setzt dagegen die Gewissheit der gesamtkirchlichen Lehrtradition. Diese stellt er ausführlich hinsichtlich der damals jungen trinitätstheologischen, christologischen und mariologischen Definitionen des Konzils von Ephesus dar (XIII–XV; XXIX–XXXI).
In Kapitel XXIII (28–32) entwickelt Vinzenz schließlich den bedeutsamen Gedanken vom organischen Fortschritt (profectus) der Lehre:
| Sed forsitan dicit aliquis: Nullusne ergo in ecclesia Christi profectus habebitur religionis? Habeatur plane, et maximus. [...] Sed ita tamen, ut vere profectus sit ille fidei, non permutatio. Siquidem ad profectum pertinet, ut in semetipsam unaquaeque res amplificetur; ad permutationem vero, ut aliquid ex alio in aliud transvertatur. Crescat igitur oportet, et multum vehementerque proficiat tam singulorum, quam omnium; tam unius hominis quam totius ecclesiae, aetatum ac saeculorum gradibus, intelligentia, scientia, sapientia; sed in suo duntaxat genere, in eodem scilicet dogmate, eodem sensu, eadem sententia (XXVIII). [...] Unde non dubium est, hanc esse legitimam et rectam proficiendi regulam, hunc ratum atque pulcherrimum crescendi ordinem, si eas semper in grandioribus partes ac formas numerus detexat aetatis, quas in parvulis creatoris sapientia praeformaverat (XXIX). | „Aber vielleicht sagt jemand: Wird es also in der Kirche Christi keinen Fortschritt der Religion geben? Gewiss soll es einen geben, sogar einen recht großen. [...] Zum Fortschritt gehört nämlich, dass etwas in sich selbst zunehme, zur Veränderung aber, dass etwas aus dem einen sich in ein anderes verwandle. Wachsen also und kräftig zunehmen soll sowohl bei den Einzelnen als bei allen, sowohl bei dem einen Menschen als in der ganzen Kirche, nach den Stufen des Alters und der Zeiten, die Einsicht, das Wissen und die Weisheit, aber lediglich in der eigenen Art, nämlich in derselben Lehre, in demselben Sinn und in derselben Bedeutung. [...] Daher ist ohne Zweifel die gesetzmäßige und richtige Norm des Fortschritts, die feststehende und schönste Ordnung des Wachstums diese, dass die Zahl der Jahre immer bei den Erwachsenen die Teile und Formen ausgestaltet, die schon bei den Kleinen die Weisheit des Schöpfers grundgelegt hatte.“ |

Damit stellt sich den Gläubigen und Lehrenden die Aufgabe, im je zeitgenössischen Glaubensdiskurs organische Ausfaltungen des Depositum fidei von wesensfremden Neuerungen und Verkürzungen zu unterscheiden.

## Ausgaben
- Lateinische Textausgabe: Sancti Vincentii Lirinensis Commonitorium. Ingolstadt 1823
- Commonitorium. In: Des Sulpicius Severus Schriften über den hl. Martinus. Des heiligen Vinzenz von Lerin Commonitorium. Des heiligen Benediktus Mönchsregel (= Bibliothek der Kirchenväter. 1. Reihe, Band 20). J. Kösel, Kempten/München 1914 (deutsche Übersetzung; Online-Version).
- Vinzenz von Lérins: Commonitorium. Mit einer Studie zu Werk und Rezeption herausgegeben von M. Fiedrowicz, übersetzt von C. Barthold, Mülheim/Mosel 2011.